# Old
Old (horvátul: Oldince, Olnica) község Baranya vármegyében, a Siklósi járásban.

## Fekvése
Siklóstól délkeletre, Siklósnagyfalu és Egyházasharaszti közt fekszik. Kelet felől határos még Kásáddal, illetve nyugat felől Alsószentmártonnal is, déli határszéle pedig hosszú szakaszon egybeesik az országhatárral; a legközelebbi (horvátországi) település abban az irányban a közigazgatásilag Baranyaszentistvánhoz (Petlovac) tartozó Torjánc (Torjanci).
Zsáktelepülés, közúton csak Egyházasharasztin keresztül lehet megközelíteni, az 5709-es útból kiágazó 57 122-es számú mellékúton. Totókföldje nevű különálló, külterületi településrésze, mely a központtól több mint 4 kilométerre délnyugatra helyezkedik el, közúton csak Matty felől érhető el, az 5712-es útból kiágazó 57 123-as számú mellékúton, Keselyőspuszta után pedig egy alsóbbrendű önkormányzati útra letérve.
Old határa a Duna–Dráva Nemzeti Park területére esik.

## Története
1284-ben, majd 1406-ban említették az oklevelek, már akkor is Old néven. A falu a török időkben is lakott maradt. Az 1554-es defteri összeírások szerint 15, 1571-ben 19 adózó családot tartottak nyilván. 1566-ban Zrínyi Miklós csapatai itt, a falu határában arattak győzelmet a törökök felett. A 17. században Old birtokosa a Zrínyi család volt. A település lakói ekkoriban református vallású magyarok voltak.
Ezekben az időkben a Dráva még Old határában folyt, és a középkor- és újkorban fontos kikötő működött itt. Siklós 1686-os fölszabadulása után a város törökjeit itt tették hajóra és szállították az eszéki török táborba.
Az 1730-as években egyesült valószínűleg Újtó és Old falvak, így jött létre a mai Old település.
Az 1687. évi hadjáratok miatt a falu határában folyó a Dráván kikötőt építettek, hogy az alsó-ausztriai és stájer szállítmányokat Siklósra tudják szállítani. A kikötőnél szükség volt ideiglenes raktárakra is, ezért egy erődöt is fölépítettek.
A 20. század elején Old Baranya vármegye Siklósi járásához tartozott.

## Közélete

### Polgármesterei
- 1990–1994: Marton István (független)[7]
- 1994–1998: Marton István (független)[8]
- 1998–2002: Jantal János (független)[9]
- 2002–2006: Jantal János (független)[10]
- 2006–2010: Baski László (független)[11]
- 2010–2014: Baski László (független)[12]
- 2014–2016: Baski László (független)[13]
- 2016–2019: Kosztics Krisztián (független)[14][15]
- 2019–2024: Kosztics Krisztián (független)[16]
- 2024– : Kosztics Krisztián (független)[1]

A településen 2016. október 2-án időközi polgármester-választást kellett tartani, mert a korábbi polgármester július 2-i hatállyal, nyugalomba vonulása miatt lemondott tisztségéről.

## Népesség
A település népességének változása:
| Lakosok száma | 344  | 340  | 345  | 331  | 314  | 312  | 321  | 319  |
|               | 2013 | 2014 | 2015 | 2019 | 2021 | 2022 | 2023 | 2024 |

1910-ben a népszámlálás adatai szerint Oldnak 503 lakosa volt. Ebből 433 magyar, 59 cigány volt. Mára utóbbiak aránya 2/3 lett. 2001-es adatok szerint 368 lakosa volt.
A 2011-es népszámlálás során a lakosok 78,8%-a magyarnak, 31,6% cigánynak, 0,3% horvátnak, 0,3% németnek, 0,3% románnak, 0,6% szerbnek mondta magát (21,2% nem nyilatkozott; a kettős identitások miatt a végösszeg nagyobb lehet 100%-nál). A vallási megoszlás a következő volt: római katolikus 59,1%, református 15,2%, evangélikus 0,3%, felekezeten kívüli 2,4% (22,1% nem nyilatkozott).

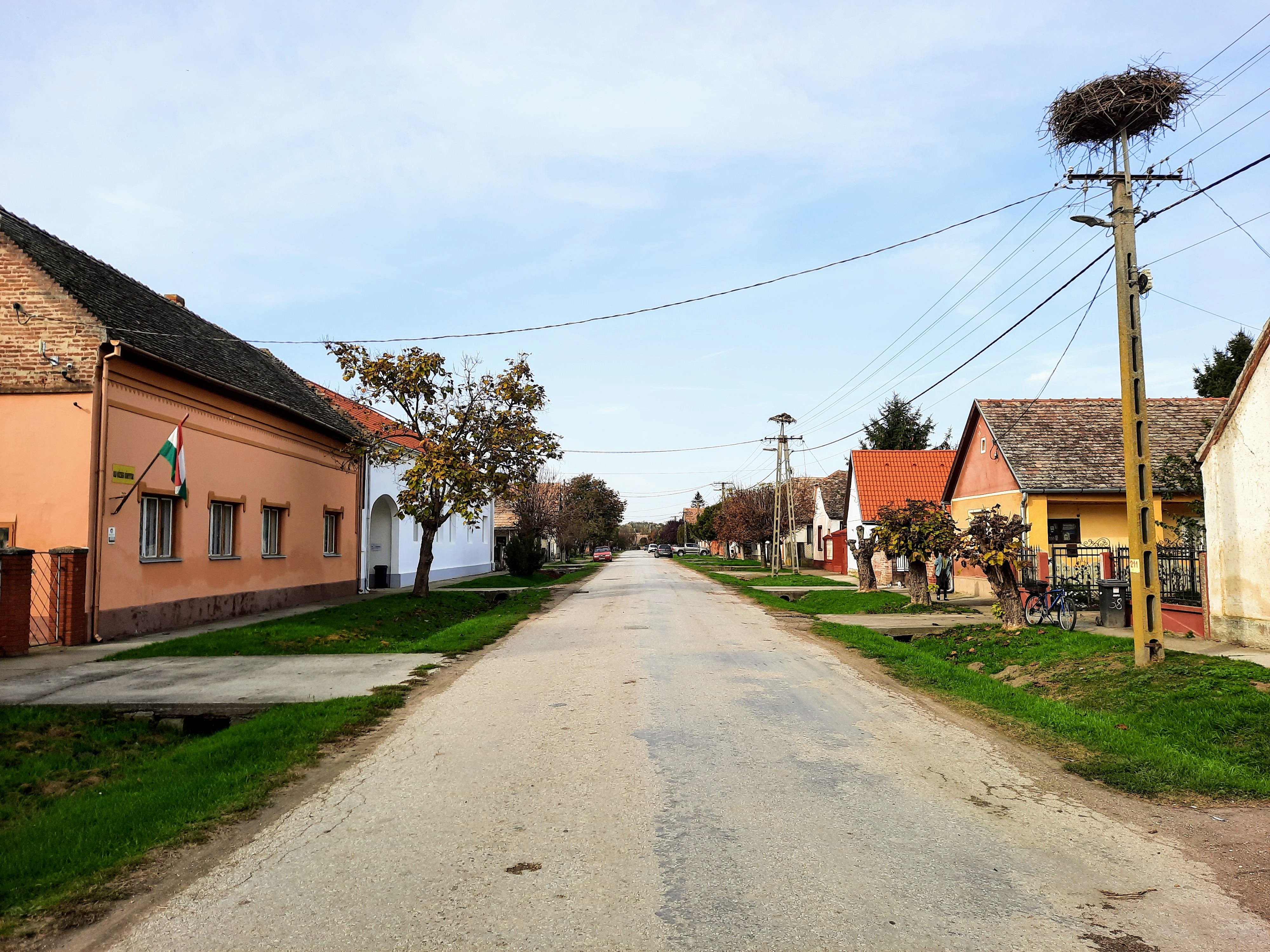
Kossuth utca

2022-ben a lakosság 95,8%-a vallotta magát magyarnak, 52,9% cigánynak, 1% horvátnak, 0,3% egyéb, nem hazai nemzetiségűnek (4,2% nem nyilatkozott; a kettős identitások miatt a végösszeg nagyobb lehet 100%-nál). Vallásuk szerint 66,3% volt római katolikus, 8,3% református, 0,3% evangélikus, 1,3% egyéb keresztény, 1,9% egyéb katolikus, 5,8% felekezeten kívüli (16% nem válaszolt).

## Nevezetességei
- Tornácos házak
- Református templom